# 스텝스톤그룹

스톤스텝그룹(스텝스톤)은 금융업 중심으로 구성된 글로벌 투자전문 그룹이다. 본사는 뉴욕에 있다.
투자자에게 맞춤형 투자, 포트폴리오 모니터링 및 조언을 제공하는 글로벌 Private Market 투자 회사이다.

## 역사
스텝스톤은 2006년에 설립되었으며 캘리포니아주 라호야와 뉴욕주 뉴욕에 기반을 두고 있다. 설립자인 Monte Brem과 Thomas Keck은 이전에 각각 사장과 전무 이사로서 Pacific Corporate Group에 사모펀드 투자를 했다. 라호야의 첫 사무실에서 뉴욕, 샌프란시스코, 클리블랜드, 토론토, 더블린, 런던, 룩셈부르크, 취리히, 베이징, 홍콩, 서울, 도쿄, 상파울루, 시드니, 퍼스로 사업을 확장했다. 이 회사는 340억 달러 이상의 관리 자산을 포함하여 1,300억 달러 이상의 민간 자본 할당을 감독한다.